# Saivo (Karesuando socken, Lappland, 765434-170410)
Saivo är en sjö i Kiruna kommun i Lappland och ingår i Torneälvens huvudavrinningsområde. Sjön har en area på 0,213 kvadratkilometer och ligger 461,9 meter över havet. Saivo ligger i Torne och Kalix älvsystem Natura 2000-område.

## Delavrinningsområde
Saivo ingår i det delavrinningsområde (765407-170433) som SMHI kallar för Utloppet av Kiellijärvi. Medelhöjden är 503 meter över havet och ytan är 14,04 kvadratkilometer. Räknas de 25 avrinningsområdena uppströms in blir den ackumulerade arean 699,24 kvadratkilometer. Muonioälven (Njärrejåkkå) som avvattnar avrinningsområdet har biflödesordning 2, vilket innebär att vattnet flödar genom totalt 2 vattendrag innan det når havet efter 528 kilometer. Avrinningsområdet består mestadels av skog (29 procent), öppen mark (11 procent) och kalfjäll (33 procent). Avrinningsområdet har 2,92 kvadratkilometer vattenytor vilket ger det en sjöprocent på 20,8 procent.